# Gele weidemier
De gele weidemier (Lasius flavus) is een insect uit de familie mieren (Formicidae). De soort komt verspreid over het Palearctisch en Nearctisch gebied voor.

## Beschrijving
Deze typische mierensoort leeft ondergronds en is bruingeel van kleur, met 3 tot 5 millimeter vrij klein en de bewegingen zijn trager dan die van andere soorten mieren. De bovenkaken van de gele weidemier zijn zeer breed en opmerkelijk is dat binnen een nest niet alle mieren even groot worden, wat polymorf wordt genoemd. Als men ze bij het graven per ongeluk tegenkomt, lijkt het op het eerste gezicht om 'net uitgekomen' mieren te gaan maar het is dus een aparte soort. Mannetjes, die maar een aantal weken per jaar voorkomen, zijn gevleugeld en zwart van kleur.

## Levenswijze
De ondergrondse levenswijze is geen toeval; al het voedsel wordt onder de grond gezocht. Op het menu staan deels kleine geleedpotigen maar voornamelijk zuigt deze soort honingdauw van bepaalde soorten wortelluizen, soms ook andere luizen. Deze leven ondergronds, en leven van grassen, en daarom is het deels bovengrondse nest meestal niet kaal zoals bij de rode bosmier (Formica rufa), maar begroeid. Vele soorten mieren kennen deze vorm van symbiose; bescherming in ruil voor voedsel, maar deze soort gaat nog wat verder. Er worden zelfs speciale ondergrondse kamers aangelegd zodat de luizen ongestoord kunnen zuigen - en uitscheiden. In tegenstelling tot wat de naam doet vermoeden kan de gele weidemier ook vaak in graslanden en tuinen worden aangetroffen, drogere plaatsen worden vermeden.

## Foto's

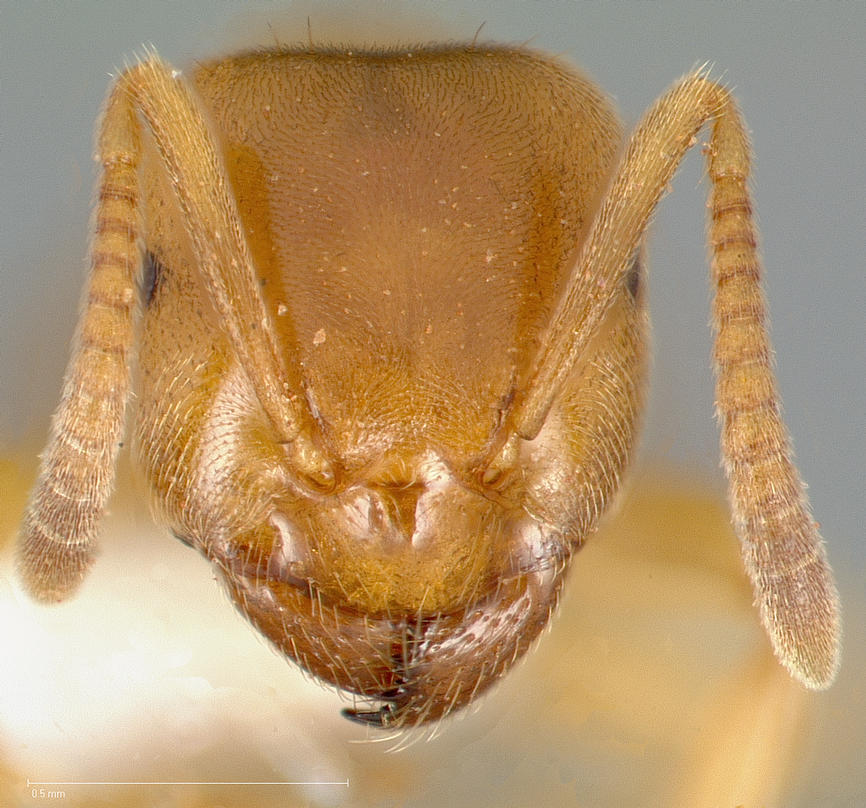
Kop
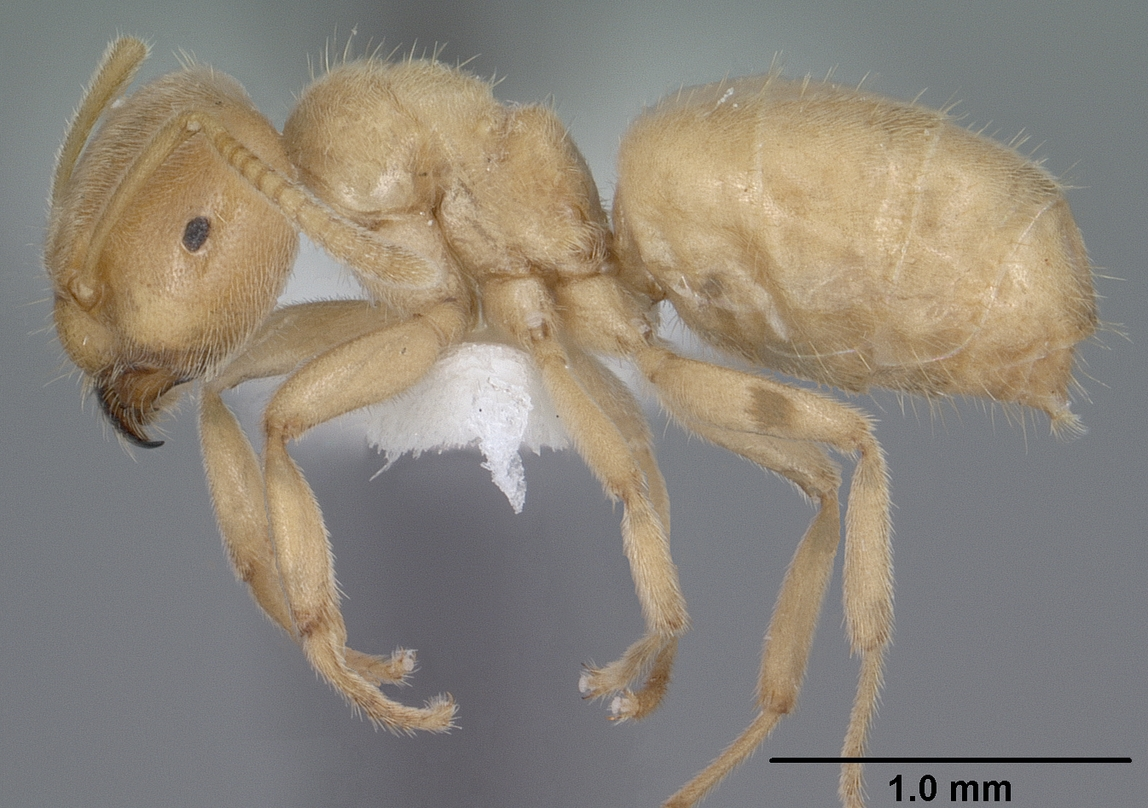
Zijaanzicht
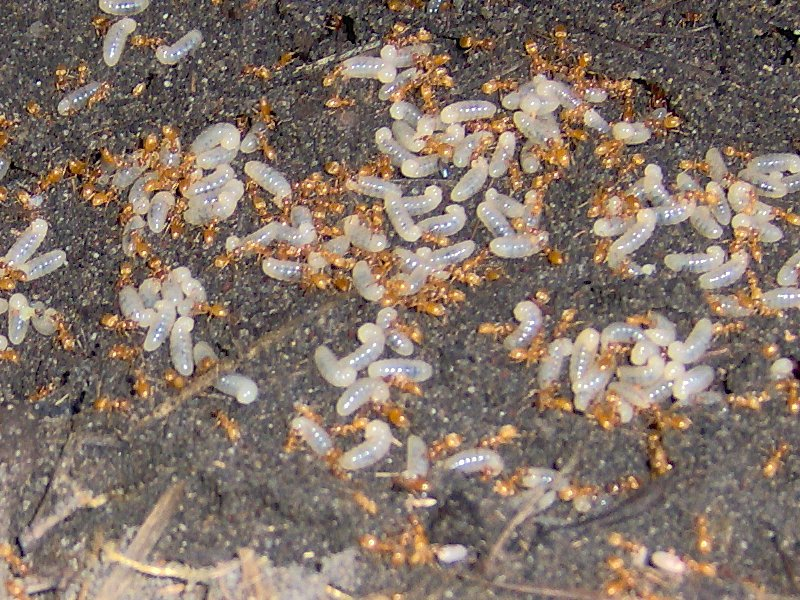
Nest met mieren en larven